# 阿尔丹冈
阿尔丹冈（法語：Hardinghen，法語發音：[aʁdɛ̃ɡɑ̃]）是法国上法蘭西大區加来海峡省的一个市镇，属于加来区。

## 地理
阿尔丹冈（50°47'58"N, 1°49'17"E）面积8.24 平方千米，位于法国上法蘭西大區加来海峡省，该省份为法国北部沿海省份，西北濒北海，南至索姆省，东临北部省。
与阿尔丹冈接壤的市镇（或旧市镇、城区）包括：菲耶讷、雷蒂、阿朗邦、布尔桑、埃尔默兰冈。
阿尔丹冈的时区为UTC+01:00、UTC+02:00（夏令时）。

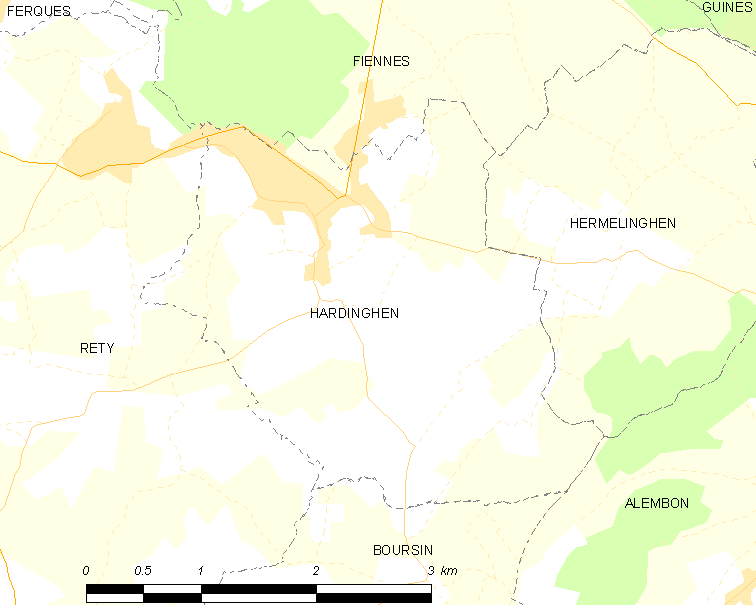
阿尔丹冈的OSM定位图

## 行政
阿尔丹冈的邮政编码为62132，INSEE市镇编码为62412。

## 政治
阿尔丹冈所属的省级选区为加来第二县。

## 人口

1962-2008年间阿尔丹冈人口变化图示

阿尔丹冈于2022年1月1日时的人口数量为1245人。